# Дауал
Дауал (каз. Дауал) — село в Зайсанском районе Восточно-Казахстанской области Казахстана. Входит в состав Карабулакского сельского округа. Код КАТО — 634639200.

## Население
В 1999 году население села составляло 35 человек (17 мужчин и 18 женщин). По данным переписи 2009 года, в селе проживало 38 человек (22 мужчины и 16 женщин).